# Triple Crown (basketbal)
De Triple Crown is een term in het Europese professionele club basketbal die betekent dat een club landskampioen wordt in de hoogste nationale divisie, de nationale basketbalbeker wint, en de EuroLeague wint in hetzelfde seizoen. Er zijn maar twaalf Europese clubs (in tweeëntwintig keer), die de Triple Crown gehaald hebben.

## Alle behaalde Triple Crowns
| Seizoen | Club                     |
| ------- | ------------------------ |
| 1964-65 | Real Madrid              |
| 1969-70 | Ignis Varese             |
| 1972-73 | Ignis Varese             |
| 1973-74 | Real Madrid              |
| 1976-77 | Maccabi Elite Tel Aviv   |
| 1980-81 | Maccabi Elite Tel Aviv   |
| 1984-85 | Cibona                   |
| 1986-87 | Tracer Milano            |
| 1989-90 | Jugoplastika             |
| 1990-91 | Pop 84                   |
| 1991-92 | Partizan                 |
| 1996-97 | Olympiakos               |
| 2000-01 | Kinder Bologna           |
| 2000-01 | Maccabi Elite Tel Aviv   |
| 2002-03 | FC Barcelona             |
| 2003-04 | Maccabi Elite Tel Aviv   |
| 2004-05 | Maccabi Elite Tel Aviv   |
| 2005-06 | CSKA Moskou              |
| 2006-07 | Panathinaikos            |
| 2008-09 | Panathinaikos            |
| 2013-14 | Maccabi Electra Tel Aviv |
| 2014-15 | Real Madrid              |

- In 2000-01, waren er twee Europese kampioenen: Maccabi Elite Tel Aviv, die FIBA's SuproLeague won en Kinder Bologna, die ULEB's EuroLeague won.
- Šarūnas Jasikevičius is de enige speler in de geschiedenis van het Europese basketbal die de Triple Crown vier keer wist te winnen. De ploegen die de Triple Crown wonnen met Jasikevičius zijn: FC Barcelona in 2002-03, Maccabi Elite Tel Aviv in 2003-04 en 2004-05, en Panathinaikos in 2008-09.

## Per club
| Club                     | Triple Crowns |
| ------------------------ | ------------- |
| Maccabi Electra Tel Aviv | 6             |
| Real Madrid              | 3             |
| Pallacanestro Varese     | 2             |
| KK Split                 | 2             |
| Panathinaikos            | 2             |
| Cibona                   | 1             |
| Olimpia Milano           | 1             |
| Partizan                 | 1             |
| Olympiakos               | 1             |
| Virtus Bologna           | 1             |
| FC Barcelona             | 1             |
| CSKA Moskou              | 1             |

## Per land
| Land        | Nationale competitie          | Triple Crowns |
| ----------- | ----------------------------- | ------------- |
| Israël      | Israeli BSL                   | 6             |
| Italië      | Lega Basket Serie A           | 4             |
| Joegoslavië | Joegoslavische Basketbal Liga | 4             |
| Spanje      | Liga ACB                      | 4             |
| Griekenland | A1 Ethniki                    | 3             |
| Rusland     | Russische superliga           | 1             |